# مکالی۲
مکالی۲ (انگلیسی: Macaulay2) یک سیستم جبری کامپیوتری آزاد است. این سیستم توسط دانیل گریسون (از دانشگاه ایلینوی در اربانا-شمپین) و مایکل استیلمن (از دانشگاه کرنل) برای محاسبات در جبر جابجایی و هندسه جبری طراحی شده‌است. استیلمن همراه با دیو بایر نویسنده‌های پیشین مکالی بودند. این نرم‌افزار به نام فرانسیس سوربی مکالی، ریاضی‌دان انگلیسی که سهم قابل توجهی در هندسه جبری داشته، نام‌گذاری شده‌است.
مکالی۲ از زبان برنامه‌نویسی سطح بالا مخصوص خود که با هدف نزدیک‌بودن به استفاده ریاضی‌دانان در این زمینه به‌وجود آمده‌است، استفاده می‌کند. هر دو تحت پروانه عمومی همگانی گنو منتشر شده‌اند. در هسته مکالی۲ یک پیاده‌سازی از روش پایه گروبنر برای محاسبه سی‌زی‌جی‌ها و پردازش دستگاه‌های معادلات چندجمله‌ای وجود دارد.
در مصاحبه سال ۲۰۰۶، آندره اوکونکون به مکالی۲ همراه با Tex به عنوان یک پروژه متن‌باز موفق که در ریاضیات مورد استفاده قرار می‌گرفت اشاره کرد و پیشنهاد داد از آن استفاده کنند.
مکالی۲ می‌تواند از ایمکس GNU TeXmacs استفاده کند.